# Бартосік Микола Григорович
Мико́ла Григо́рович Барто́сік (англ. Nikolai Bartossik; 5 квітня 1951, Полківнича — 2 березня 2023, Нью-Йорк) — український та американський художник; член Спілки художників України з 1993 року та Спілки сценічних художників Америки з 1998 року.

## Біографія
Народився 5 квітня 1951 року в селі Полківнича Маньківського району Київської області (нині у складі села Іваньків Уманського району Черкаської області, Україна). У 1970 році закінчив Київський художньо-промисловий технікум (викладачі: Н. К. Танишева, П. В. Дудчак, П. К. Полянський, В. Л. Панченко, В. І. Шляховий); у 1975 році — Харківський художньо-промисловий інститут (викладачі: Дмитро Сова, Любов Жуковська, Сергій Бесєдін).
Протягом 1976—1995 років працював на Київському комбінаті монументально-декоративного мистецтва. Мешкав у Києві в будинку на вулиці Північній № 54а, квартира № 71. 1995 року емігрував до США. Творчо працював у Нью-Йорку. Помер у Нью-Йорку 2 березня 2023 року.

## Творчість
Працював у галузях станкового та монументального живопису. У співавторстві з художником Ернестом Котковим (який був і професійним вчителем) виконав об'ємно-просторові композиції:
- «Пробудження» та «Хай завжди буде сонце» — скульптури із заліза та бетону покриті мозаїкою (1981, Вараш, Рівненська область); архітектор проєкту — Юрій Худяков;
- «Метеорит» — об'ємно-просторова композиція-скульптура висотою до 15 м із заліза та бетону покрита мозаїкою із смальти, мармуру та спеціально виготовленого «модуля» із нержавіючої сталі (1983, Дніпро); архітектори проєкту: Юрій Худяков, Віктор Судоргін;
- Станція метро «Либідська» — об'ємно-просторова композиція світлової лінії з латунних елементів що проходить по всій довжині станції і закінчується центральним панно в торці станції виконаного з латуні, мармуру, латунних зірок і ламп освітлення. Також дизайн освітлення на посадовій платформі та дверцята на колійній стіні виконані з латуні. Станція була відкрита 30 грудня 1984 року; архітектори: Валентин Єжов, Анатолій Крушинський, Тамара Целіковська за участю Олександра Панченка;
- «Біля витоків» — скульптурна композиція з кованої міді та бетону (1986, Київ, житловий масив Вигурівщина-Троєщина); архітектори проєкту: Микола Кислий, Георгій Гуренков.

Серед живописних робіт
- «Дотик ночі» (1989);
- «Коні» (1990);
- «Я йду» (1990);
- «Рок» (1991);
- «Покинуте гніздо» (1991);
- «Метеорити» (1991);
- «Танець Білого лебедя» (1993);
- «Вершниця» (1993);
- «Ангел Ліла» (1999).

Окремі роботи зберігаються у фондах Міністерства культури та інформаційної політики України.

### Виставки, видання
З 1987 року брав участь у виставках, зокрема:
Персональні виставки живопису
- 1992 — Мистецтво, Київ;
- 1993 — Мистецтво, Київ;
- 1994 — Центральна бібліотека, Київ;
- 1995 — Центральний планетарій, Київ;
- 1995 — Мистецтво, Київ;
- 2011 — Tache Gallery, Нью-Йорк.

Основні групові виставки
- 1987 — «Погляд», виставка сучасних українських художників-монументалістів, Київ;
- 1988 — Виставка сучасних українських художників-монументалістів, що відбулась в таких країнах: Югославія, Чехословаччина, Угорщина, Польща, Німеччина;
- 1988 — «Розмова Через Віки», виставка присвячена 1000-літтю Християнства на Русі, Київ;
- 1989 — Impreza-91, інтернаціональна виставка, Івано-Франківськ;
- 1990 — «Погляд», виставка сучасних українських художників-монументалістів, Київ;
- 1991 — Impreza-91, інтернаціональна виставка, Івано-Франківськ;
- 1991 — «Єдність», 100 українських митців світу до 100-річчя українських поселень в Канаді, Київ;
- 1994 — «Бог Любові» в галереї «Славутич», Київ;
- 1994 — 20 Українських художників в галереї «Славутич», Київ;
- 1995 — Виставка українських художників, Мюнхен;
- 1995 — Будинок Архітекторів, галереї «Славутич», Київ;
- 1995 — Весняна виставка в Будинку художників, Київ;
- 1995 — Осіння виставка в Будинку художників, Київ;
- 1996 — Українське Посольство в Америці, Вашингтон;
- 1996 — Інститут України в Америці, Нью-Йорк;
- 1996 — Виставка художників-монументалістів, Київ;
- 2000 — Terra Moretti Third Millennium International Sculpture Competition, Італія;
- 2007 — Ambienti Italia, Нью-Йорк;
- 2009 — Ambienti Italia, Нью-Йорк;
- 2010 — 11th Annual Williamsburg Salon Art Club Show, WAH Center, Нью-Йорк;
- 2011 — 12th Annual Williamsburg Salon Art Club Show, WAH Center, Нью-Йорк.

Роботи надруковані у виданнях
- Монументально-декоративне мистецтво в архітектурі України (Україна, 1988);
- New Art International (USA, 1998) (англ.);
- Encyclopedia of Living Artists. 11th Edition. (USA, 1999) (англ.);
- Художники Києва. Вип. 1 (Київ, 2000);
- The Sculpture Reference (USA, 2005) (англ.);
- «Художники України», творчо-біографічний альбом-довідник, 4 випуск (Україна, 2006);